# Olevano Romano
Olevano Romano ist eine italienische Gemeinde in der Metropolitanstadt Rom in der Region Latium mit 6325 Einwohnern (Stand 31. Dezember 2024).

## Geographie

Lage von Olevano Romano in der Provinz Rom

Olevano Romano liegt 57 km östlich von Rom und 50 km nordwestlich von Frosinone. Das historische Ortszentrum erstreckt sich den Monte Celeste hinauf, einem Bergrücken der Monti Prenestini, deren südliche Ausläufer das Gemeindegebiet einnimmt. Von hier hat man eine weite Sicht ins Tal des Sacco und zu den gegenüberliegenden Monti Lepini. Das Gemeindegebiet erstreckt sich über eine Höhe von 246 bis 700 m s.l.m.
Olevano ist Mitglied der Comunità Montana Valle dell’Aniene.
Die Gemeinde liegt in der Erdbebenzone 2 (mittel gefährdet).
Die Nachbargemeinden sind im Uhrzeigersinn: Genazzano, San Vito Romano, Bellegra, Roiate, Serrone (FR) und Paliano (FR).

### Verkehr
- Olevano liegt 17 km von der Auffahrt Colleferro auf die Autobahn A1 Autostrada del Sole entfernt.
- Es liegt 5 km von der SS 155 Via Prenestina entfernt, die von Rom nach Frosinone führt.
- Der nächste Bahnhof an der Regionalbahnstrecke FR6 Rom–Cassino liegt in 18 km Entfernung in Valmontone.

## Geschichte

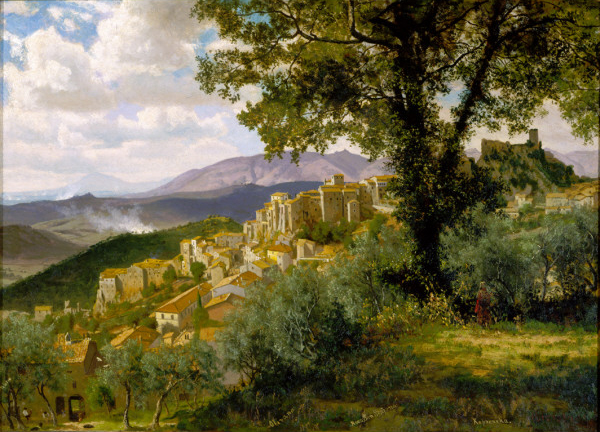
Olevano, Gemälde von Albert Bierstadt, 1856/57

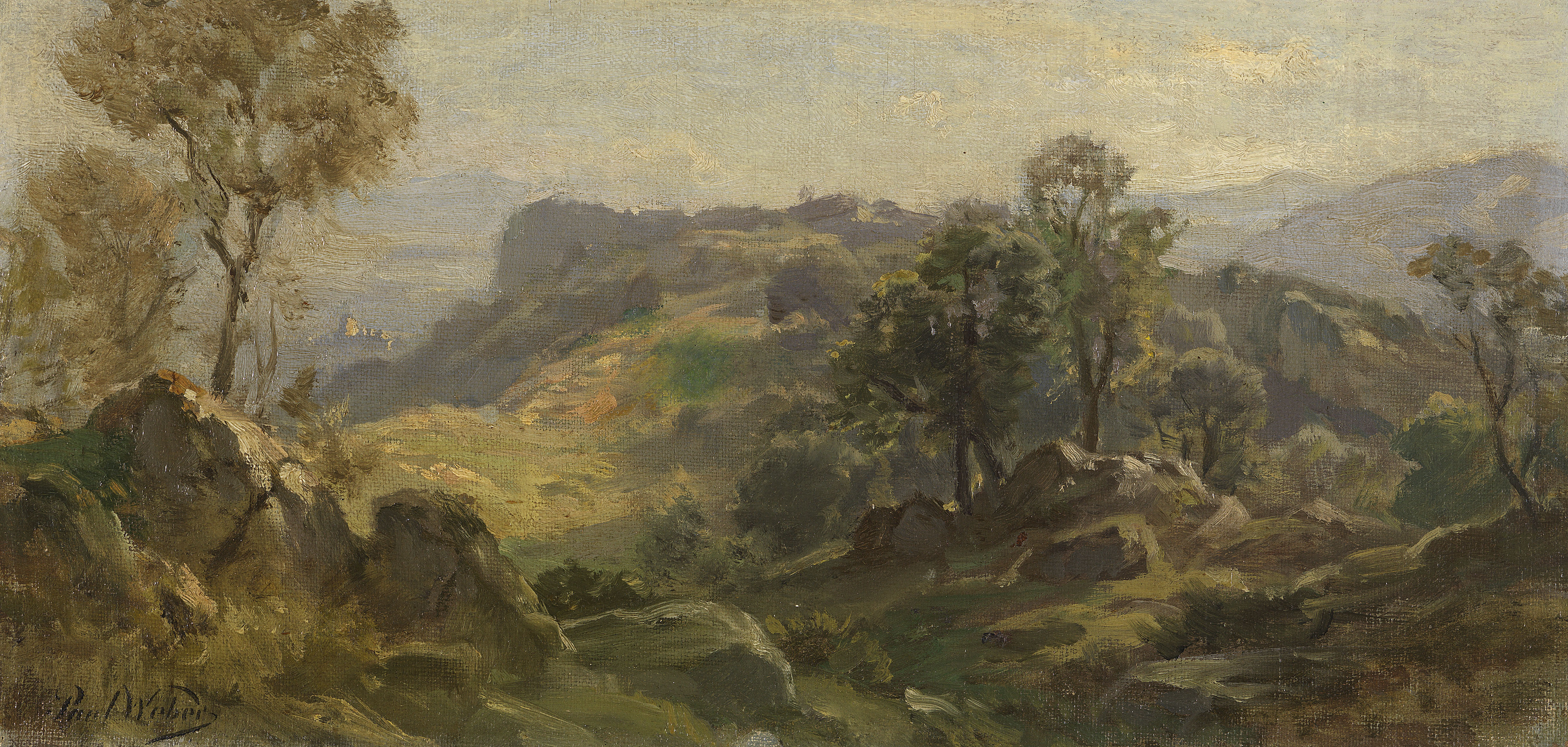
Serpentaralandschaft bei Olevano, Gemälde von Paul Weber, um 1860

Das älteste bauliche Zeugnis sind die Zyklopenmauern in der Via Ara de’ Santi, die von den Aequern zur Verteidigung gegen die Römer angelegt wurden und im Zusammenhang mit ähnlichen Befestigungsanlagen in Bellegra und Roiate stehen. Mit der endgültigen Niederlage der Aequer 304 v. Chr. wurde das Gebiet in die Römische Republik integriert. Zahlreiche archäologische Funde beweisen die fortdauernde Besiedlung des Gebiets, ohne dass schriftliche Nachrichten über eine Siedlung vorliegen.
Nach dem Untergang des Westteils des Römischen Reiches kam das Gemeindegebiet zum Territorium der Abtei Subiaco. Die erste schriftliche Erwähnung als feudum Castro Olibani datiert von 958, als Papst Johannes XII. der Benediktinerabtei den Besitz bestätigte.
Im 13. Jahrhundert erwarben die Colonna den Ort, den sie 1614 an Scipione Caffarelli Borghese verkauften. 1849 eroberte Giuseppe Garibaldi kurzzeitig Olevano, das 1870 Teil des Königreichs Italien wurde.
Olevano war im 19. Jahrhundert das Ziel zahlreicher Maler aus Nordeuropa darunter vor allem die sogenannten Deutschrömer um Joseph Anton Koch. Der deutsche Kunsthistoriker Karl Friedrich von Rumohr besaß in den 1820er Jahren in Olevano Romano eine Villa, deren Ansicht 1824 durch ein Aquarell des deutschen Malers Friedrich von Nerly festgehalten wurde

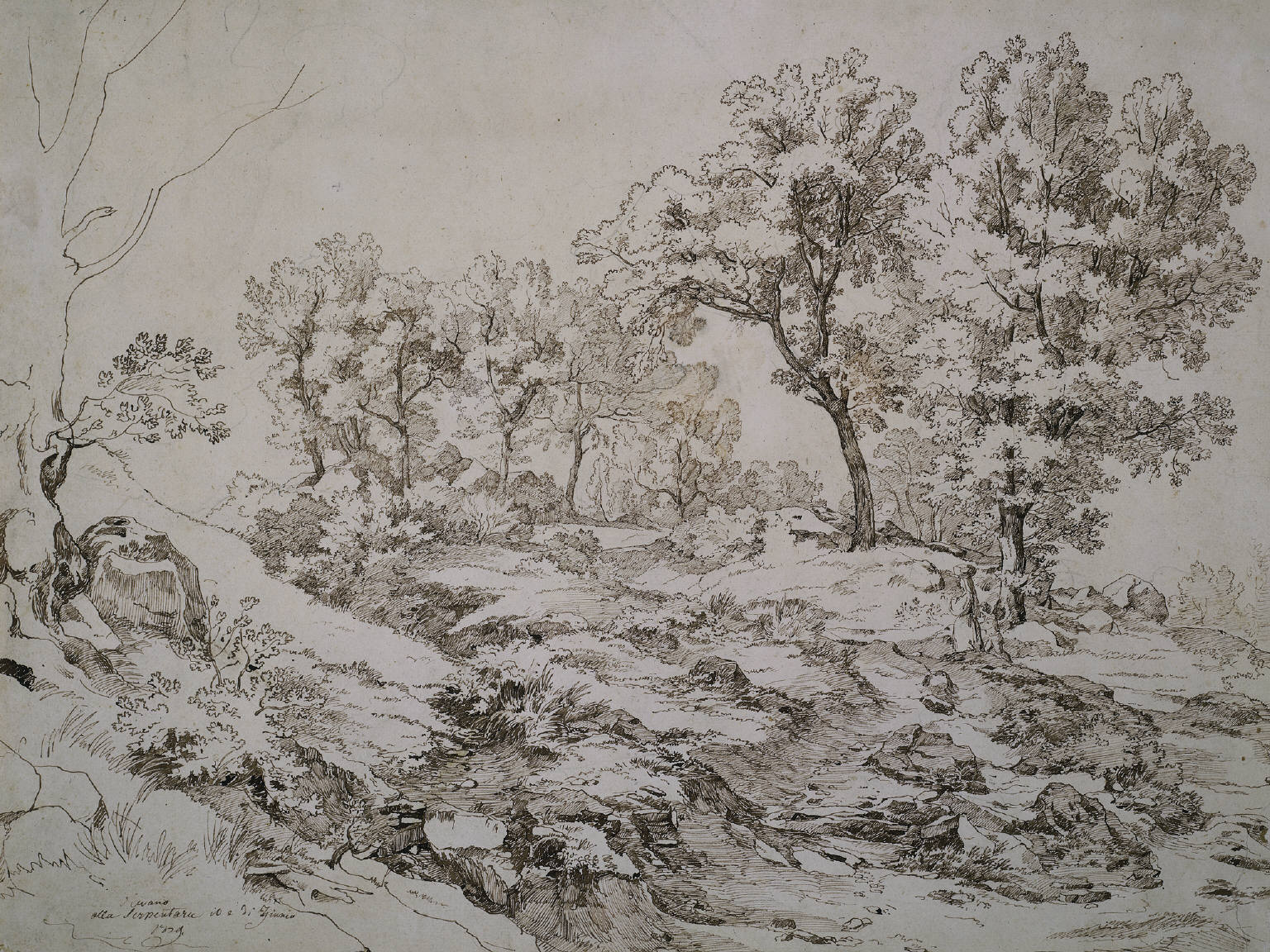
Friedrich Preller der Ältere – Die Serpentara bei Olevano

Der nahe Olevano gelegene Eichenwald Serpentara war den Deutschrömern ein besonders schützenswerter, heiliger Eichenhain. Die geplante Abholzung im Jahre 1873 wurde auf Initiative des Karlsruher Landschaftsmalers Edmund Kanoldt, eines Schülers von Friedrich Preller d. Ä., durch eine gemeinsame Aktion von Kunstfreunden und Künstlern verhindert, indem der Wald zugunsten des Deutschen Reichs und des Deutschen Kaisers Wilhelm I. angekauft wurde. Ein Viertel der Kosten wurde durch den Maler Carl Schuch übernommen. Heute unterhält die Akademie der Künste Berlin für ihre Stipendiaten die Villa Serpentara. Eine zweite Stipendiatenstätte ist die zur Deutschen Akademie Rom Villa Massimo gehörende Casa Baldi.

## Bevölkerungsentwicklung
| Jahr      | 1881 | 1901 | 1921 | 1936 | 1951 | 1971 | 1991 | 2001 | 2011 |
| --------- | ---- | ---- | ---- | ---- | ---- | ---- | ---- | ---- | ---- |
| Einwohner | 3836 | 4753 | 6024 | 6615 | 6482 | 6114 | 6000 | 6814 | 6733 |

Quelle ISTAT

## Politik
Umberto Quaresima wurde im Juni 2016 zum Bürgermeister gewählt. Seine Bürgerliste Bene in comune stellt auch mit 8 von 12 Sitzen die Mehrheit im Gemeinderat.
Sein Vorgänger Marco Mampieri, der im Mai 2011 zum Bürgermeister gewählt wurde, kandidierte nicht mehr.
Zuvor war Guglielmina Ranaldi (PD) von 2001 bis 2011 Bürgermeisterin.

### Städtepartnerschaft
- Städtepartnerschaft mit der russischen Stadt Wolgograd (seit 2011)[9]
- Städtepartnerschaft mit der deutschen Gemeinde Worpswede (seit Juni 2025).[10]

## Sehenswürdigkeiten
- Im mittelalterlichen Castello Colonna sind Fresken aus dem 16. Jahrhundert zu sehen.
- Palazzo Baronale
- Kunstmuseum Olevano Romano

## Kulinarische Spezialitäten
Der DOC-Wein Cesanese di Olevano Romano wird außer in Olevano nur in der Nachbargemeinde Genazzano angebaut.